# سفيدخاني احمدوند (مقاطعة دلفان)
سفيدخاني احمدوند (بالفارسية: سفیدخانی احمدوند) هي قرية تقع في قسم ايتيوند الجنوبي الريفي (مقاطعة دلفان) في إيران. يقدر عدد سكانها بـ 90 نسمة .